# La dueña (serie de televisión argentina)
La dueña es una serie de televisión argentina coproducida por Endemol y emitida por Telefe. Está protagonizada por Mirtha Legrand y coprotagonizada por Florencia Bertotti, Benjamín Vicuña, Fabián Vena, Federico D'Elía, Peter Lanzani, Brenda Gandini, Manuela Pal y Juan Gil Navarro. También contó con las actuaciones especiales de Raúl Taibo, Andrea Frigerio y la actriz Claudia Lapacó. Además de las participaciones de Carlos Portaluppi y Jorgelina Aruzzi como actores invitados. 
Este unitario se destacó principalmente por marcar el regreso de Mirtha Legrand a la ficción después de 46 años. Se comenzó a emitir el 18 de abril de 2012, todos los miércoles a las 21:45. El último capítulo se emitió el miércoles 21 de noviembre de 2012.

## Sinopsis
Sofía Ponte (Mirtha Legrand) es una mujer de negocios, quien gracias a su empresa de productos cosméticos supo construir un poderoso emporio y transformarse así en referente de sofisticación y elegancia a nivel mundial. Entretanto, su familia, los herederos naturales de sus empresas, se encuentran un tanto alejados de ella. Sofía siente que no los conoce, no sabe qué piensan ni qué sienten verdaderamente. Ella entiende que, en parte, la culpa de esto es de ella y de la manera en que los malcrió.
Para acercarse nuevamente a ellos, piensa y pone en marcha un intrincado plan, que además de evidenciar su astucia, le permitirá saber quién es quién dentro de su familia. Sus hijos, nietos y el resto de la familia política se verán enredados en su juego, con una puesta en escena que los obligará a exponer sus verdaderos intereses, dándole la información necesaria para tomar una decisión. Sin embargo, al comenzar a jugar el juego, inesperadamente se van a dar vuelta fichas que ella no tenía planeadas mover. Se avivarán antiguos conflictos, surgirán nuevos, reaparecerán antiguas historias, otras terminarán y, además, una nueva historia de amor irá creciendo. Amparo (Florencia Bertotti), la nieta de Sofía, huérfana a causa de un accidente aéreo, conocerá a Félix (Benjamín Vicuña), quien resultará ser el hijo del piloto de la aeronave que perdió la vida junto a los padres de Amparo.
Félix ingresa a trabajar en la empresa de Sofía ocultando su verdadera identidad. Su objetivo es acercarse a ella para investigar y dilucidar la muerte de su padre, ya que tiene indicios que indican que no fue un accidente. Ante estas circunstancias, la historia se tornará compleja y los sentimientos se irán mezclando al revelarse la verdad.

## Reparto

### Protagonistas
- Mirtha Legrand como Sofía Ponte.[2]
- Florencia Bertotti como Amparo Lacroix.[3]
- Benjamín Vicuña como Félix Fernández.[4]
- Fabián Vena como Diego Lacroix.

### Coprotagonistas
- Federico D'Elía como Hernán Pont Verges.[5]
- Andrea Frigerio como Lourdes Rivero.[6]
- Peter Lanzani como Eliseo Lacroix.
- Brenda Gandini como Delfina Lacroix.[7]
- Carlos Portaluppi como Sergio Matienzo.[8]
- Jorgelina Aruzzi como Daniela Rossi.
- Manuela Pal como Magdalena "Maggy" Rodríguez Costa.
- Juan Gil Navarro como Federico Lacroix.
- Claudia Lapacó como Teresa Fernández.[9]

### Actuación especial
- Raúl Taibo como Juan Lacroix.[10]

### Participaciones
- Alfredo Casero como Oliverio Carranza.[11]
- Mónica Cabrera como Helena Rossi, el ama de llaves de la Dueña.
- Jorge D'Elía como Martín Braun.
- Dolores Sarmiento como Mariela Echegoyen.
- Daniela Aita como Nina Marini.[12]
- Graciela Dufau como una amiga de Sofía.
- Juan Ignacio Machado como un matón.
- Nacha Guevara como Carmen Salguero Solar.
- Enrique Pinti como Dante Olivos Peña.
- Daniel Rabinovich como Salvador Santos.
- Juana Viale como Cecilia Peralta Ramos.
- Sebastián Estevanez como Marcos Guerrero (personaje de Dulce Amor)
- Héctor Gióvine como Milton Lacroix.
- Enrique Liporace como Renzo Pereyra Lucena.
- Julia Calvo como la Cura.
- Ricardo Díaz Mourelle como un doctor.
- Alejo García Pintos como el periodista Horacio Marmurek.

### Cameos
- Rodolfo Barili
- Cristina Pérez
- Darío Barassi
- Valeria Mazza
- Florencia de la V
- Pía Shaw
- Nacho Viale
- Benito Fernández

## Recepción
Según el Grupo IBOPE, medidora oficial, arrasó con la audiencia y en su debut promedió 29.5 puntos de índice de audiencia (con picos de 30.7). Ganó su franja, ya que logró vencer ampliamente a su competidor "Soñando por Cantar" por 10 puntos. Además, fue lo más visto de la jornada. En cuanto a ficción, fue el índice de audiencia más alto de los últimos años en la televisión argentina.
Debido al buen recibimiento del público y las muy buenas expectativas, los productores decidieron extender el número de capítulos de la miniserie. En principio La dueña iba a tener 13 capítulos, con un capítulo por miércoles, pero los directivos de Endemol y Telefe decidieron en conjunto llevar a cabo 19 capítulos más y terminar la historia con 32 episodios en total.

## Audiencia, según cada episodio
| Miércoles | 18 de abril      | Capítulo 1          | 29.5 | Sí | Primero | [ 14 ] |
| Miércoles | 25 de abril      | Capítulo 2          | 25.1 | Sí | Segundo | [ 15 ] |
| Miércoles | 2 de mayo        | Capítulo 3          | 20.5 | No | Cuarto  | [ 16 ] |
| Miércoles | 9 de mayo        | Capítulo 4          | 20.5 | No | Cuarto  | [ 17 ] |
| Miércoles | 16 de mayo       | Capítulo 5          | 21.3 | No | Cuarto  | [ 18 ] |
| Miércoles | 23 de mayo       | Capítulo 6          | 18.8 | No | Quinto  | [ 19 ] |
| Miércoles | 30 de mayo       | Capítulo 7          | 19.8 | Sí | Tercero | [ 20 ] |
| Miércoles | 6 de junio       | Capítulo 8          | 18.3 | No | Cuarto  | [ 21 ] |
| Miércoles | 13 de junio      | Capítulo 9          | 16.7 | No | Cuarto  | [ 22 ] |
| Miércoles | 20 de junio      | Capítulo 10         | 16.3 | No | Cuarto  | [ 23 ] |
| Miércoles | 27 de junio      | Capítulo 11         | 16.8 | No | Cuarto  | [ 24 ] |
| Miércoles | 4 de julio       | Capítulo 12         | 15.1 | No | Cuarto  | [ 25 ] |
| Miércoles | 11 de julio      | Capítulo 13         | 16.7 | No | Cuarto  | [ 26 ] |
| Miércoles | 18 de julio      | Capítulo 14         | 15.9 | No | Cuarto  | [ 27 ] |
| Miércoles | 25 de julio      | Capítulo 15         | 15.5 | No | Cuarto  | [ 28 ] |
| Miércoles | 1 de agosto      | Capítulo 16         | 17.1 | Sí | Tercero | [ 29 ] |
| Miércoles | 8 de agosto      | Capítulo 17         | 15.0 | Sí | Cuarto  | [ 30 ] |
| Miércoles | 15 de agosto     | Capítulo 18         | 16.0 | No | Cuarto  | [ 31 ] |
| Miércoles | 22 de agosto     | Capítulo 19         | 18.2 | Sí | Tercero | [ 32 ] |
| Miércoles | 29 de agosto     | Capítulo 20         | 17.5 | Sí | Tercero | [ 33 ] |
| Miércoles | 5 de septiembre  | Capítulo 21         | 19.4 | Sí | Tercero | [ 34 ] |
| Miércoles | 12 de septiembre | Capítulo 22         | 18.1 | Sí | Tercero | [ 35 ] |
| Miércoles | 19 de septiembre | Capítulo 23         | 15.2 | Sí | Tercero | [ 36 ] |
| Miércoles | 26 de septiembre | Capítulo 24         | 17.9 | Sí | Tercero | [ 37 ] |
| Miércoles | 3 de octubre     | Capítulo 25         | 16.9 | Sí | Tercero | [ 38 ] |
| Miércoles | 10 de octubre    | Capítulo 26         | 18.0 | Sí | Tercero | [ 39 ] |
| Miércoles | 17 de octubre    | Capítulo 27         | 18.6 | Sí | Tercero | [ 40 ] |
| Miércoles | 24 de octubre    | Capítulo 28         | 17.8 | Sí | Tercero | [ 41 ] |
| Miércoles | 31 de octubre    | Capítulo 29         | 16.8 | Sí | Tercero | [ 42 ] |
| Miércoles | 7 de noviembre   | Capítulo 30         | 16.6 | Sí | Tercero | [ 43 ] |
| Miércoles | 14 de noviembre  | Capítulo 31         | 15.8 | Sí | Tercero | [ 44 ] |
| Miércoles | 21 de noviembre  | Capítulo 32 (Final) | 16.6 | Sí | Tercero | [ 45 ] |

     Emisión más vista.

     Emisión menos vista.

## Ficha técnica
- Creado por: Martín Kweller – Nacho Viale
- Autor: Marcelo Camaño
- Asesor de vestuario de la Sra. Mirtha Legrand: Héctor Vidal Rivas
- Dirección de Arte: Cecilia Buldain
- Dirección de Fotografía: Andrés Adorno – Polo SIlveyra
- Vestuario: Andrea Duarte
- Coordinación de Producción: Maru Mosca
- Producción Ejecutiva: Vanessa Tévez
- Dirección: Diego Palacio – Mariano Ardanaz – Jesús Braceras
- Producción General: Diego Palacio – Nacho Viale
- Productor Asociado: Nacho Viale
- Dirección General: Martín Kweller
- Casting: Pablo Ini - Augusto Grinner

## Premios y nominaciones
| Año  | Premio                | Categoría                                     | Nominación                   | Resultado |
| ---- | --------------------- | --------------------------------------------- | ---------------------------- | --------- |
| 2012 | Premios Tato          | Mejor ficción unitario                        | La dueña                     | Nominado  |
| 2012 | Premios Tato          | Mejor actriz en ficción unitario              | Mirtha Legrand               | Nominada  |
| 2012 | Premios Tato          | Mejor actor en ficción unitario               | Benjamín Vicuña              | Nominado  |
| 2012 | Premios Tato          | Mejor actor de reparto en ficción unitario    | Carlos Portaluppi            | Nominado  |
| 2013 | Premios Martín Fierro | Mejor ficción unitario y/o miniserie          | La dueña                     | Nominado  |
| 2013 | Premios Martín Fierro | Actriz protagonista en unitario y/o miniserie | Mirtha Legrand               | Nominada  |
| 2013 | Premios Martín Fierro | Actor protagonista en unitario y/o miniserie  | Benjamín Vicuña              | Nominado  |
| 2013 | Premios Martín Fierro | Mejor cortina musical                         | Es la dueña, por Abel Pintos | Nominada  |